# Trifenylfosfaat
Trifenylfosfaat is een organische verbinding, met name een triarylfosfaatester met als brutoformule C18H15O4P. Het is een kleurloos kristallijn poeder met een kenmerkende geur. De stof wordt gebruikt als weekmaker en als vlamvertrager. Bij verhitting van de stof worden giftige dampen gevormd.

## Synthese
Trifenylfosfaat wordt gesynthetiseerd uit een reactie van fosforylchloride en fenol, in basisch milieu:
{\displaystyle {\ce {POCl3 + 3C6H6O -> C18H15O4P + 3HCl}}}

## Toepassing
Trifenylfosfaat wordt onder meer toegepast in de kunststofindustrie en bijvoorbeeld als brandwerend schuim in meubelen en in nagellakken.